# Iglesia Episcopal de San Miguel y Todos los Ángeles
La Iglesia Episcopal de San Miguel y Todos los Ángeles es un edificio histórico perteneciente a la iglesia episcopal. Está ubicado en el 1000 de West 18th Street en Anniston, Alabama, Estados Unidos.

## Historia
El edificio fue diseñado por el arquitecto William Halsey Wood de Newark, Nueva Jersey. Fue agregado al Registro de Monumentos y Patrimonio de Alabama el 23 de noviembre de 1976 y al Registro Nacional de Lugares Históricos el 14 de marzo de 1978.

## Galería

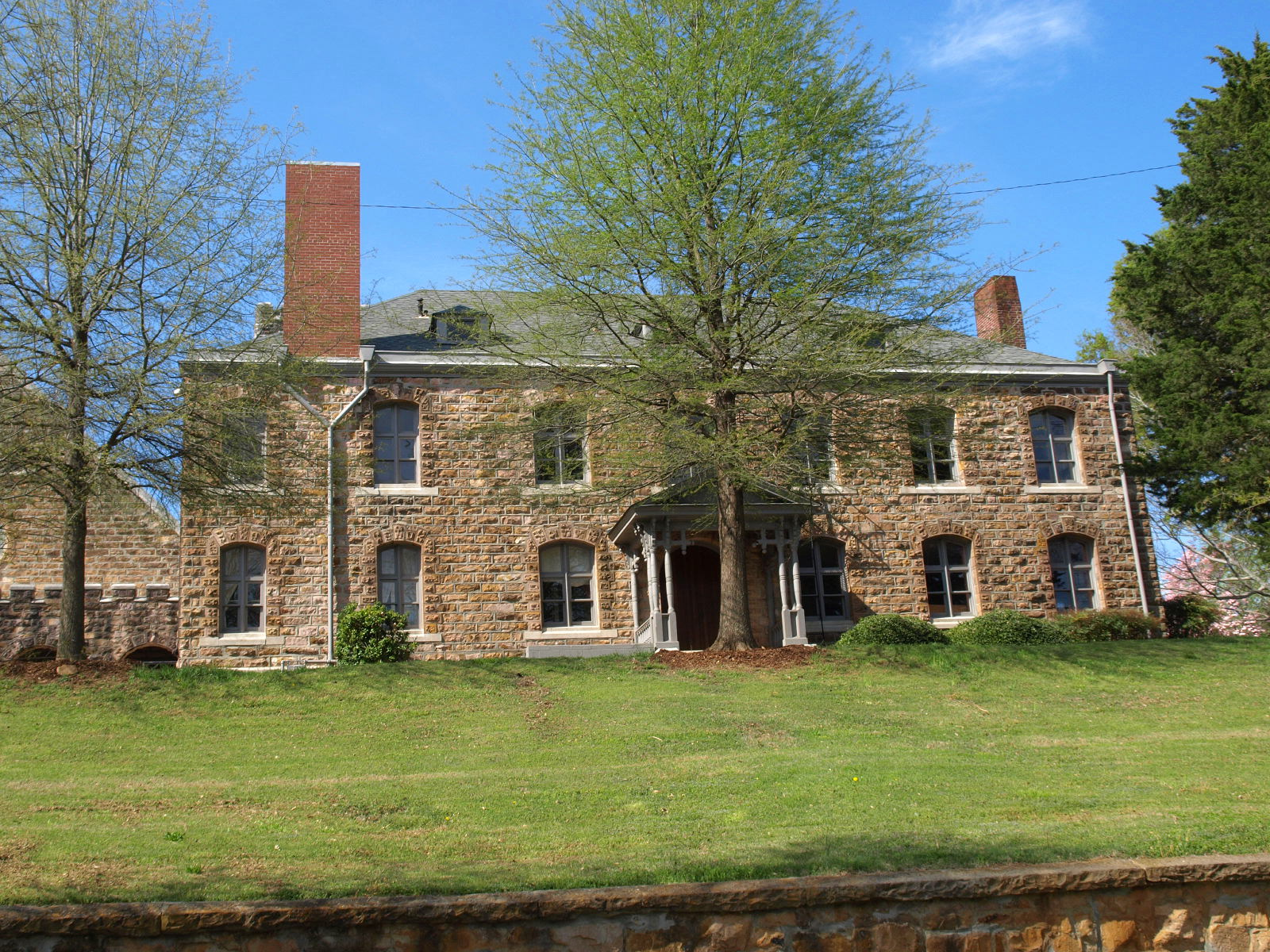
Exterior de la iglesia.
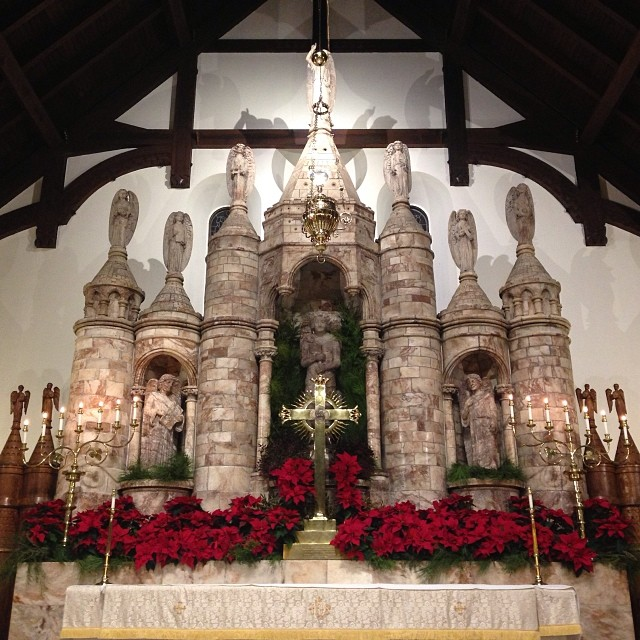
El interior de la iglesia durante de la Misa de Nochebuena (2013).
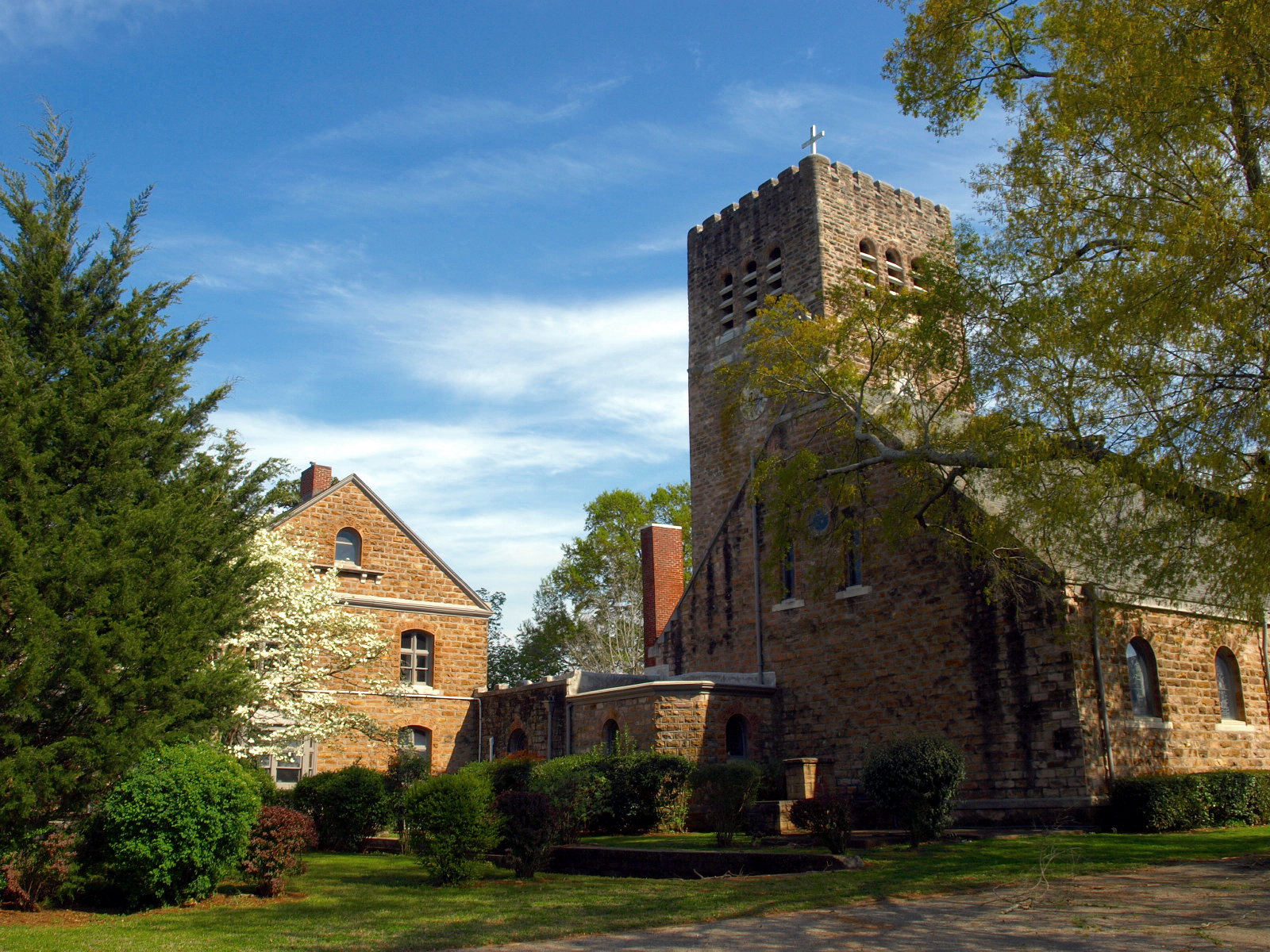
La parte trasera de la iglesia.